# В мире сказки (музей)
«В мире сказки» — детский музей в Смоленске, входящий в состав Смоленского государственного музея-заповедника.
Открыт в декабре 1992 года. Находится по адресу — ул. Ленина, 15. Занимает часть первого этажа исторического здания. Является учреждением федерального подчинения, входит в состав Смоленского государственного музея-заповедника. Экспозиционно-выставочная площадь составляет 77,9 м²; количество сотрудников — 7 из них научных 4; количество посетителей за последний год — 9870[уточнить].

## Экспозиция
Выставочная часть музея разделена на сюжеты, представляющие сцены из известных русских народных сказок и сказок А. С. Пушкина. Кроме самих сказочных персонажей, в экспозиции использованы реальные музейные предметы из коллекции Смоленского музея-заповедника: расписной сундук 1839 года, салазки из Вологодской губернии, полотенца, знаменитые дымковские, филимоновские, богородские игрушки, посуда и пр.
Многие экспонаты были изготовлены работниками специально для детского музея. Их разрешается трогать и изучать. Холл представляет собой выставку детских рисунков и поделок. Кроме того, в экскурсиях по залам участвуют живые персонажи русских сказок — Баба-Яга, Леший, Василиса Премудрая, вовлекая посетителей в игры, конкурсы, отгадывание загадок.